# Языкастая Федосья
«Языкастая Федосья» (укр. Язиката Хвеська) — украинская народная сказка, относится к социально-бытовым сказкам.
Сказка печаталаcь в сборниках сказок и отдельной книгой, а также выпускалась в виде аудиосказки.

## Сюжет
Действующие лица сказки: муж и жена — Пётр и Федосья; Меланка и Приска — их кумушки, пан эконом.
Муж Федосьи — Пётр, пахал как-то в поле и нашёл горшок с золотом, который припрятал в доме. Его жена не умела хранить тайны и очень любила сплетничать. Чтобы она никому не рассказала о находке, Пётр решился на хитрость, чтобы заодно проучить её за длинный язык. Пошёл он на базар, купил застреленного зайца и связку баранок. По дороге домой повесил он купленные баранки на грушу, росшую у дороги. Зашёл на реку, где достал из верши рыбу, оставив в ней убитого зайца, после чего разбросал рыбу под кустами вдоль дороги. Придя домой, Пётр повёл жену за деревню, чтобы показать баранки на дереве, рыбу под кустами и зайца в верше. А в заключение признался, что нашел горшок с деньгами.
Через несколько дней Хвеська, не выдержав, рассказала о золоте своим кумам Меланке и Приске. Скоро новость дошла и до пана эконома (хозяйственная должность во времена крепостничества). Эконом вызвал Петра и хотел наказать его, потому что тот не рассказал о золоте. Петр сопротивлялся и говорил, что ничего не находил. Тогда позвали Федосью, которая начала рассказывать не только о золоте, но и о зайце в верше, рыбе в кустах и баранках на груше. Пан эконом подумал, что женщина издевается над ним и приказал наказать её вместо мужа. Так Петр и золото сохранил, и излишне любопытную жену проучил. Но потом они помирились, потому что Федосья убедилась, что болтовня может до беды довести, и дружно жили.

## В культуре
Во многих детских театрах Украины по мотивам этой сказки ставятся спектакли «Язиката Хвеся» Андрея Солоняка и «Язиката Хвеська» Богдана Полищука.